# Dinamo Orașul Stalin
Dinamo Orașul Stalin war ein rumänischer Fußballverein aus Brașov (damals Orașul Stalin). Er spielte von 1950 bis 1956 in der höchsten rumänischen Fußballliga, der Divizia A.

## Geschichte
Als im Jahr 1948 die beiden Mannschaften von Unirea Tricolor Bukarest und Ciocanul Bukarest zu Dinamo Bukarest zusammengeschlossen wurden, spielte die Mannschaft von Unirea Tricolor zunächst in der Divizia B als „Dinamo B“ weiter. Nachdem die Mannschaft in der Saison 1948/49 den ersten Platz der Divizia B belegt hatte, aber nicht aufsteigen konnte, wurde sie im Jahr 1950 nach Brașov umgesiedelt und trat fortan als Dinamo Brașov, nach der Umbenennung der Stadt Brașov in Orașul Stalin am 8. September 1950 als Dinamo Orașul Stalin an.
Dinamo schaffte noch im Jahr 1950 den Aufstieg in die Divizia A. Im folgenden Jahr erreichte die Mannschaft das Pokal-Halbfinale und in der Saison 1953 einen vierten Platz. Nach der Fusion mit dem Lokalrivalen Steagul Roșu Orașul Stalin im Jahr 1957 wurde die zweite Mannschaft nach Cluj umgesiedelt, wo sie als Dinamo Cluj antrat. Ein Jahr später folgte ein weiterer Umzug nach Bacău, wo sie seitdem als Dinamo Bacău (heute FCM Bacău) spielte.